# Huningue
Huningue es una localidad y comuna francesa, situada en el departamento de Alto Rin, en la región  de Alsacia.
Sus habitantes reciben en idioma francés el gentílico de Huninguois.

## Historia
Importante fortaleza francesa construida a partir de 1680 bajo la dirección de Vauban, fue asediada en tres ocasiones. Todas con victoria de los asediantes.
- El ejército austriaco de Carlos de Austria-Teschen entre noviembre de 1796 y el 5 de febrero de 1797.[4]
- Las tropas bávaras de la Sexta Coalición entre el 21 de diciembre de 1813 y el 15 de abril de 1814.
- Las tropas austriacas de la Séptima Coalición entre el 26 de junio y el 26 de agosto de 1815.[5]

La fortaleza sería destruida siguiendo los acuerdos del Tratado de París (1815).

## Demografía
| 698 | 4963 | 5769 | 6576 | 6679 | 6252 | 6097 |
| Para los censos de 1962 a 1999 la población legal corresponde a la población sin duplicidades (Fuente: INSEE [Consultar]) |      |      |      |      |      |      |

## Patrimonio artístico y cultural

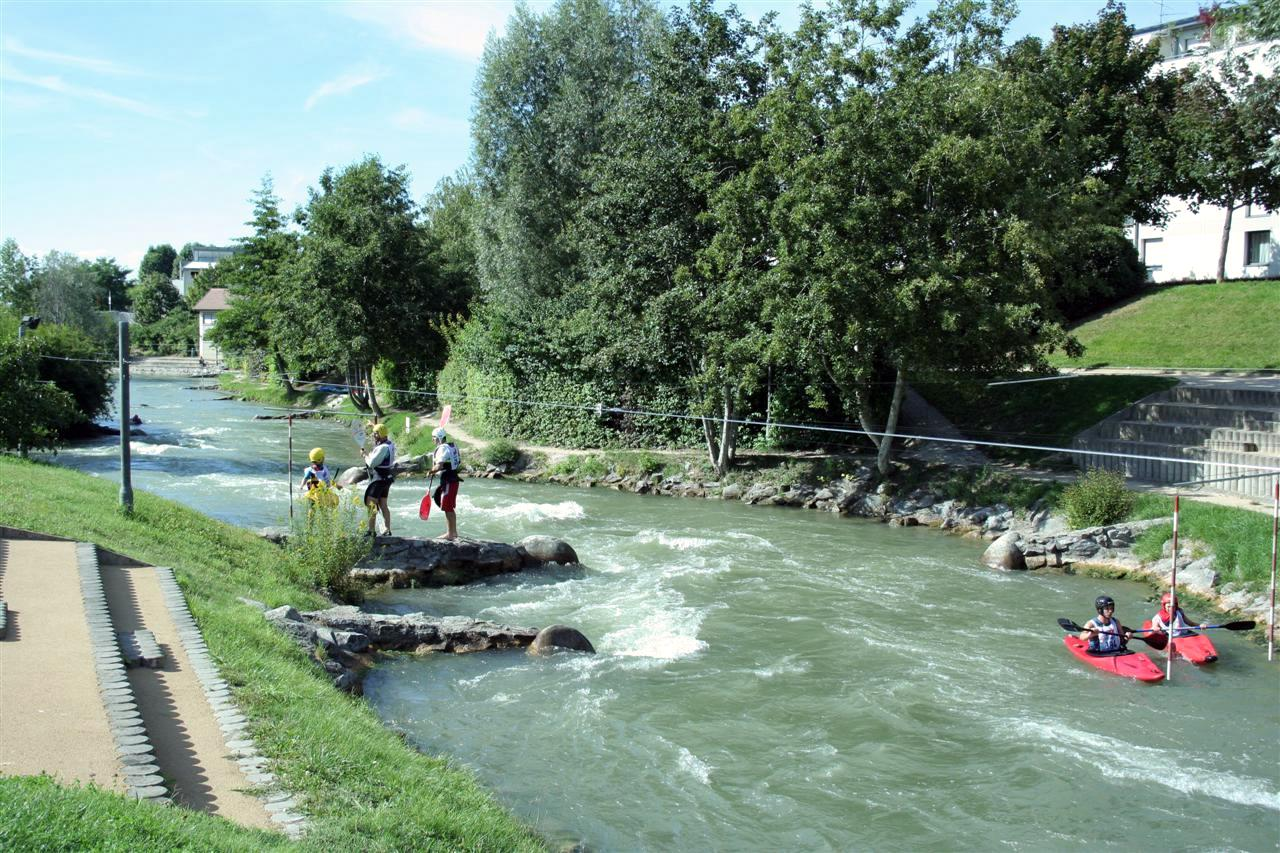
Parque de Eaux Vives.

- Museo histórico-militar en la antigua fortaleza, obra de Vauban.
- Parque de Eaux Vives y de la Timonerie

## Personajes célebres
- Sébastien Le Prestre de Vauban, arquitecto constructor de la fortaleza de Huningue.